# Mocidade Alegre do Pedregulho
Mocidade Alegre do Pedregulho é uma escola de samba de Guaratinguetá.

## História
Escola tradicional do Carnaval de Guaratinguetá, criada em 1974, a Mocidade possui três títulos, conquistado em 1992, 2019 e 2020. Foi quinta colocada do Carnaval entre 2002 e 2006, e obteve a sexta colocação em 2007 e 2008.
A agremiação teve problemas no ano de 2009 por conta de uma enchente que invadiu seu barracão, e por isso não desfilou. Em 2010, devido a uma enchente que devastou a cidade, houve o cancelamento dos desfiles oficiais, e portanto a escola não desfilou, assim como todas as outras.
Retornou aos desfiles oficiais em 2011, sob a presidência de Maurílio Monteiro, abrindo o Carnaval com o enredo "Na festa do carnaval, viemos mostrar Brasilidade de um Povo Multicultural", com o qual obteve a sexta e última colocação pela OESG.
Nessa ocasião, um fato curioso, pois o enredo e o samba apresentados em 2011 haviam sido escolhidos desde 2009, sendo que o samba chegou inclusive a constar no encarte do CD oficial daquele ano. Como por dois anos a escola não desfilou, durante três carnavais, aquele foi o hino oficial da escola. Em 2009, seria cantado na avenida por Pedro Ferraz, porém em 2011 foi executado por Márcio Arrezzi.
Para 2012, com novo presidente, André Luis Santos de Oliveira, e novo presidente de honra, João Mod (in memória), a escola contratou o intérprete carioca Ito Melodia, trazendo  como casal de mestre sala e porta-bandeira Felipe e Shaiene, Vera como rainha de bateria, e uma direção de carnaval.
Em 2014, a Mocidade Alegre levou para a avenida o enredo "Com o bailar das danças o Frevo me encanta".
Após três anos sem desfile competitivo na cidade de Guaratinguetá, a Mocidade Alegre volta para avenida Presidente Vargas no ano de 2018 com o desfile "Banho, um Ritual Sagrado"
O carnaval de 2019 foi carregado de emoções para a comunidade da Mocidade Alegre do Pedregulho e para a cidade de Guaratinguetá. A Mocidade realizou um desfile lindo, emocionado, mas acima de tudo, conseguir apresentar na avenida Presidente Vargas uma justa homenagem à "ACADÊMICOS DO TATUAPÉ", a grande e importante co-irmã do carnaval paulista, uma das maiores e mais respeitadas escolas de samba do Brasil.
Sou Mocidade. Vestido e armado com as armas de São Jorge. Em 2020 a Mocidade realizou um desfile com muito luxo, carros grandes e bem decorados e com esculturas lindas. Embalados pela bateria Guerreiros do Samba, com a voz potente do Intérprete Oficial Pixulé e o canto em louvor a São Jorge, tema do enredo e padroeiro da escola, a Mocidade Alegre do bairro do Pedregulho tornou-se bicampeã do carnaval de Guaratinguetá.

## Segmentos

### Presidentes
| Nome                          | Mandato                                 | Ref.  |
| ----------------------------- | --------------------------------------- | ----- |
| Maurílio Monteiro             | ? - ?                                   | [ 3 ] |
| André Luis Santos de Oliveira | 2012 - ?                                |       |
| Sérgio Gonçalves              | 21/04/12 a 20/04/15 21/04/15 a 20/04/18 | [ 5 ] |
| Gabriel Fellipe de Barros     | 21/04/18 a 20/04/21                     |       |
| Gabriel Fellipe de Barros     | 2021 - atual                            |       |

### Presidentes de honra
| Nome                   | Mandato           | Ref. |
| ---------------------- | ----------------- | ---- |
| João Mod (in memorian) | 2012 - atualidade |      |

### Diretores
| Ano  | Diretor de Carnaval              | Diretor geral de harmonia | Mestre de bateria   | Ref. |
| ---- | -------------------------------- | ------------------------- | ------------------- | ---- |
| 2012 | Comissão                         |                           |                     |      |
| 2018 | Comissão de Carnaval             | Comissão de Carnaval      | Magno Edras         |      |
| 2019 | Gabriel Barros e Erivelto Coelho | Eduardo Leite             | Magno Edras         |      |
| 2020 | Gabriel Barros e Erivelto Coelho | Eduardo Leite             | Magno Edras         |      |
| 2023 | Gabriel Barros e Erivelto Coelho | Gilberto Liberato         | Magno Edras         |      |
| 2024 | Gabriel Barros e Erivelto Coelho | Gilberto Liberato         | Júlio César Almeida |      |

### Coreógrafo
| Ano  | Nome            | Ref. |
| ---- | --------------- | ---- |
| 2012 |                 |      |
| 2018 | Marcos Maya     |      |
| 2019 | Leonardo Helmer |      |
| 2020 | Leonardo Helmer |      |
| 2023 | Leonardo Helmer |      |
| 2024 | Paulo Pina      |      |

### Casal de Mestre-sala e Porta-bandeira
| Ano  | Nome                     | Ref. |
| ---- | ------------------------ | ---- |
| 2012 | Felipe e Shaiene         |      |
| 2018 | Diogo Jesus e Thais Romi |      |
| 2019 | Diego e Jussara          |      |
| 2020 | Diego e Jussara          |      |
| 2023 | Diego e Jussara          |      |
| 2024 | Anderson e Pamela        |      |

### Rainhas de bateria
| Período | Rainha            | Madrinha | Ref. |
| ------- | ----------------- | -------- | ---- |
| 2012    | Vera              |          |      |
| 2018    | Vanessa Rodrigues |          |      |
| 2019    | Vanessa Rodrigues |          |      |
| 2020    | Vanessa Rodrigues |          |      |
| 2023    | Vanessa Rodrigues |          |      |

## Carnavais
| Ano                          | Colocação                    | Grupo                        | Enredo | Carnavalesco                                    | Intérprete                   | Ref.              |
| ---------------------------- | ---------------------------- | ---------------------------- | --- | ----------------------------------------------- | ---------------------------- | ----------------- |
| 1992                         | Campeã                       | OESG                         | A dádiva de Hassan |                                                 |                              | [ 2 ]             |
| Não desfilou em 2009.        | Não desfilou em 2009.        | Não desfilou em 2009.        | Não desfilou em 2009. | Não desfilou em 2009.                           | Não desfilou em 2009.        | [ 2 ]             |
| Não ocorreu desfile em 2010. | Não ocorreu desfile em 2010. | Não ocorreu desfile em 2010. | Não ocorreu desfile em 2010. | Não ocorreu desfile em 2010.                    | Não ocorreu desfile em 2010. | [ 4 ]             |
| 2011                         | 6º lugar                     | OESG                         | Na festa do carnaval, viemos mostrar Brasilidade de um Povo Multicultural Compositores:Luis Butti, Diego Nicolau, Matheus do Cavaco, Naldinho e Pedro Ferraz. | Comissão de Carnaval                            | Márcio Arrezzi               | [ 4 ] [ 3 ] [ 1 ] |
| 2012                         | 6º lugar                     | OESG                         | O Feitiço | Comissão de Carnaval                            | Ito Melodia                  | [ 6 ]             |
| Não ocorreu desfile em 2013. |                              |                              | |                                                 |                              |                   |
| 2014                         | 6º lugar                     | OESG                         | Com o Bailar das Danças O Frevo me Encanta | Dinho (Edmar Aparecido de Oliveira Silva)       | Patrick César Ferreira       | [ 7 ]             |
| Não ocorreu desfile em 2015. |                              |                              | |                                                 |                              |                   |
| Não ocorreu desfile em 2016. |                              |                              | |                                                 |                              |                   |
| Não ocorreu desfile em 2017. |                              |                              | |                                                 |                              |                   |
| 2018                         | 5º lugar                     | OESG                         | Banho, um Ritual Sagrado | Comissão de Carnaval                            | Pixulé                       |                   |
| 2019                         | Campeã                       | OESG                         | Tatuapé somos nós! A saga de bravos guerreiros. | Erivelto Coelho, Geuves Correia, Gabriel Barros | Pixulé                       |                   |
| 2020                         | Campeã                       | OESG                         | Sou Mocidade! Vestido e armado com as armas de São Jorge | Aílton Cunha                                    | Pixulé                       |                   |
| Não ocorreu desfile em 2021. |                              |                              | |                                                 |                              |                   |
| Não ocorreu desfile em 2022. |                              |                              | |                                                 |                              |                   |
| 2023                         | Vice-campeã                  | OESG                         | Grandes Batalhas só são dadas a Grandes Guerreiros | Aílton Cunha                                    | Pixulé                       |                   |
| 2024                         | 4° Lugar                     | OESG                         | A arte do samba revela os caminhos da cura | Thomas Reis                                     | Pixulé                       |                   |